# Seznam slovenskih imen krajev v Tržaški pokrajini
Seznam zajema slovenska imena krajev na območju nekdanje Pokrajine Trst v Italiji. Ta zajema občine Devin - Nabrežina, Dolina, Milje, Repentabor, Trst in Zgonik.
Trst
- Barkovlje
- Greta
- Kjadin-Rocol
- Rojan
- Sv. Ivan
- Sv. Jakob-Čarbola
- Sv. Marija Magdalena
- Škedenj
- Škorklja-Kolonja

Trst okolica
- Ferlugi
- Grljan-Miramar
- Katinara
- Lonjer
- Bani
- Bazovica
- Gropada
- Kontovel
- Križ
- Opčine
- Padriče
- Prosek
- Trebče

Občina Devin - Nabrežina
- Cerovlje
- Devin
- Mavhinje
- Medjevas
- Nabrežina
- Praprot
- Prečnik
- Ribiško naselje
- Sesljan
- Slivno
- Šempolaj
- Štivan
- Trnovca
- Vižovlje

Občina Dolina
- Boljunec
- Boršt
- Botač
- Dolina
- Domjo
- Draga
- Frankovec
- Gročana
- Jezero
- Krmenka
- Lakotišče
- Log
- Mačkolje
- Pesek
- Pulje
- Prebeneg
- Ricmanje
- Zabrežec

Občina Milje
- Beloglav
- Čampore
- Farned
- Korošci
- Milje
- Oreh
- Rabujez
- Sv. Florjan
- Sv. Jernej-Lazaret
- Sv. Rok-Cindis
- Štramar
- Vinjan
- Žavlje

Občina Repentabor
- Col
- Fernetiči
- Repen

Občina Zgonik
- Božje Polje
- Briščiki
- Gabrovec
- Koludrovca
- Repnič
- Salež
- Samatorca
- Zagradec
- Zgonik

## Vir
- Leksikon Slovencev v Italiji: 1: Tržaška pokrajina. Trst, 1990.